# Autumn (roman)
Pour les articles homonymes, voir Autumn.
 (septembre 2024).
Si vous disposez d'ouvrages ou d'articles de référence ou si vous connaissez des sites web de qualité traitant du thème abordé ici, merci de compléter l'article en donnant les références utiles à sa vérifiabilité et en les liant à la section « Notes et références ».
Autumn est un roman de Philippe Delerm publié en 1988 et ayant obtenu le prix Alain-Fournier en 1990.
Le roman plonge le lecteur dans l'univers étrange, passionné, parfois torturé et tumultueux des peintres préraphaèlites, peintres uniques intemporels. Ainsi, Philippe Delerm tente à faire saisir l'essence artistique et romantique des peintres préraphaélites.

## Contexte et personnages
L'Angleterre de 1850 à 1869, en pleine époque victorienne, sert de décor à ce curieux roman élaboré à partir d'authentiques personnages de cette époque : les peintres préraphaélites Dante Gabriel Rossetti et John Everett Millais, le critique d'art et peintre John Ruskin ainsi que l'écrivain Lewis Carroll.

## Résumé
Autumn retrace l'histoire romantique d'un groupe de peintres anglais du XIXe siècle, les préraphaélites, et de leurs amours impossibles et tragiques, de leur recherche d'un art absolu. Mais l'intérêt majeur du roman est la relation entre Rossetti et une femme, idéale, son modèle, Elizabeth Siddal. Cet ouvrage est donc bien plus que l'aventure des préraphaélites, il est surtout focalisé sur Rossetti et ses relations avec ses semblables et avec la femme qu'il admire, pour le meilleur et pour le pire.